# Nynäshamns hamn

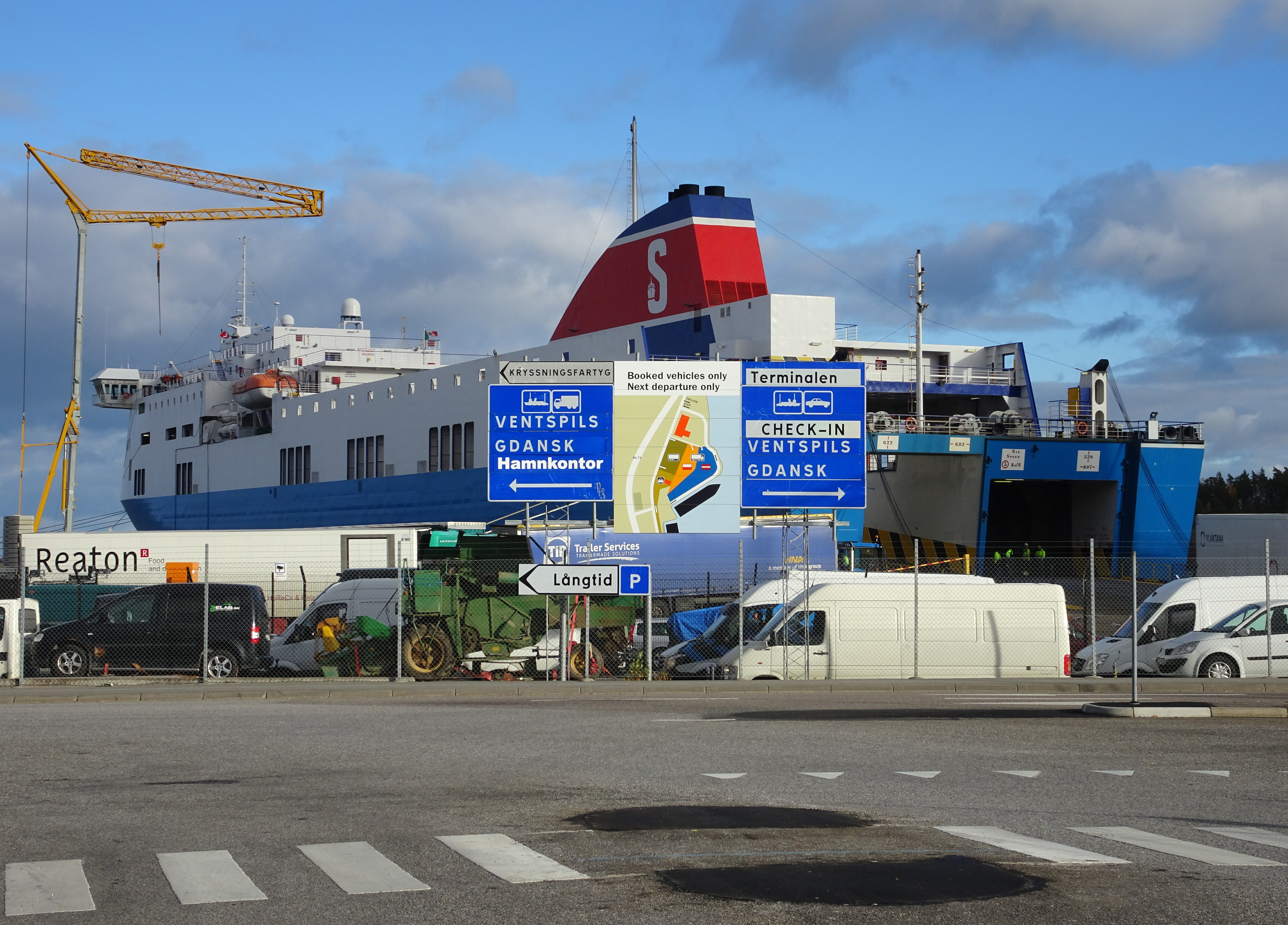
Nynäshamns färjeterminal, 2017.

Nynäshamns hamn är en färjehamn med trafik på Visby, Lettland, Tyskland och Polen belägen vid Östersjökusten i Nynäshamn, Nynäshamns kommun, Stockholms län. År 1992 blev Nynäshamns hamn en del av Stockholms Hamn.

## Historik

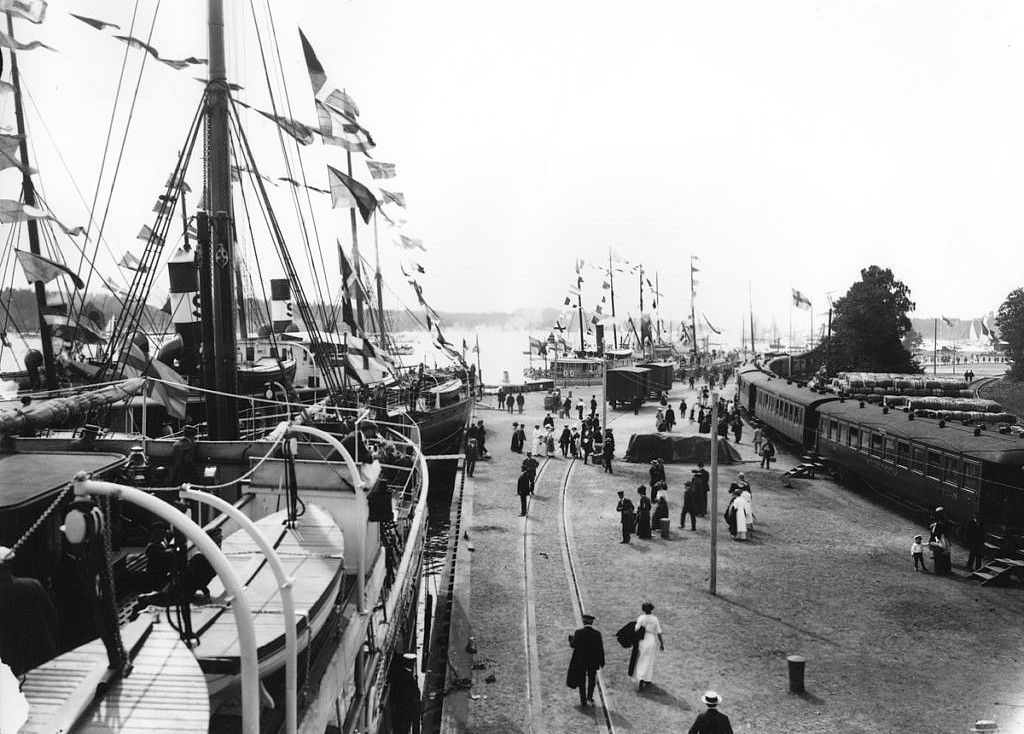
Nynäshamns hamn vid de Olympiska kappseglingarna, juli 1912.

Redan under 1850-talet föddes idéer om att anlägga en hamn i fiskeläget Nynäshamn. Här fanns en lämplig plats att bygga en skyddad och isfri djuphamn med lätt insegling.  En järnväg till och från Stockholm planerades samtidigt. Drivande kraft var väg- och vattenbyggnadsingenjören Herman Sandeberg som 1872 fick tillstånd för järnvägen. Projektet kom dock aldrig igång eftersom finansieringen misslyckades. Därefter gjordes nya försök där bland annat ryska, brittiska och franska finansiärer var inblandade.
Först i slutet av 1890-talet kunde planerna realiseras genom den förmögne geologen Hjalmar Sjögren som 1892 blev ägare till egendomen Nynäs gård med omfattande landområden. Han tog initiativet till en villastad i Nynäshamn samt en järnväg till och från Stockholm och hade idéer om en frihamn med trafik på Ryssland där han tidigare varit anställd på Ludvig Nobels oljebolag Branobel. År 1901 invigdes Nynäsbanan men av en frihamn blev det inget, däremot öppnade 1902 en mindre hamn med trafik till Gotland. 
Anläggningen har sedan dess byggts ut undan för undan. 1974 vann Nynäshamns hamn avtalet om färjetrafik till och från Polen i konkurrens med ett trettiotal andra ostkusthamnar. Samma år gick den första resan mellan Nynäshamn och Gdansk. I och med detta skyndade man på bygget av hamnterminalen och en större utökning av hamnområdet skedde sedan på 1980-talet.

## Hamnen idag

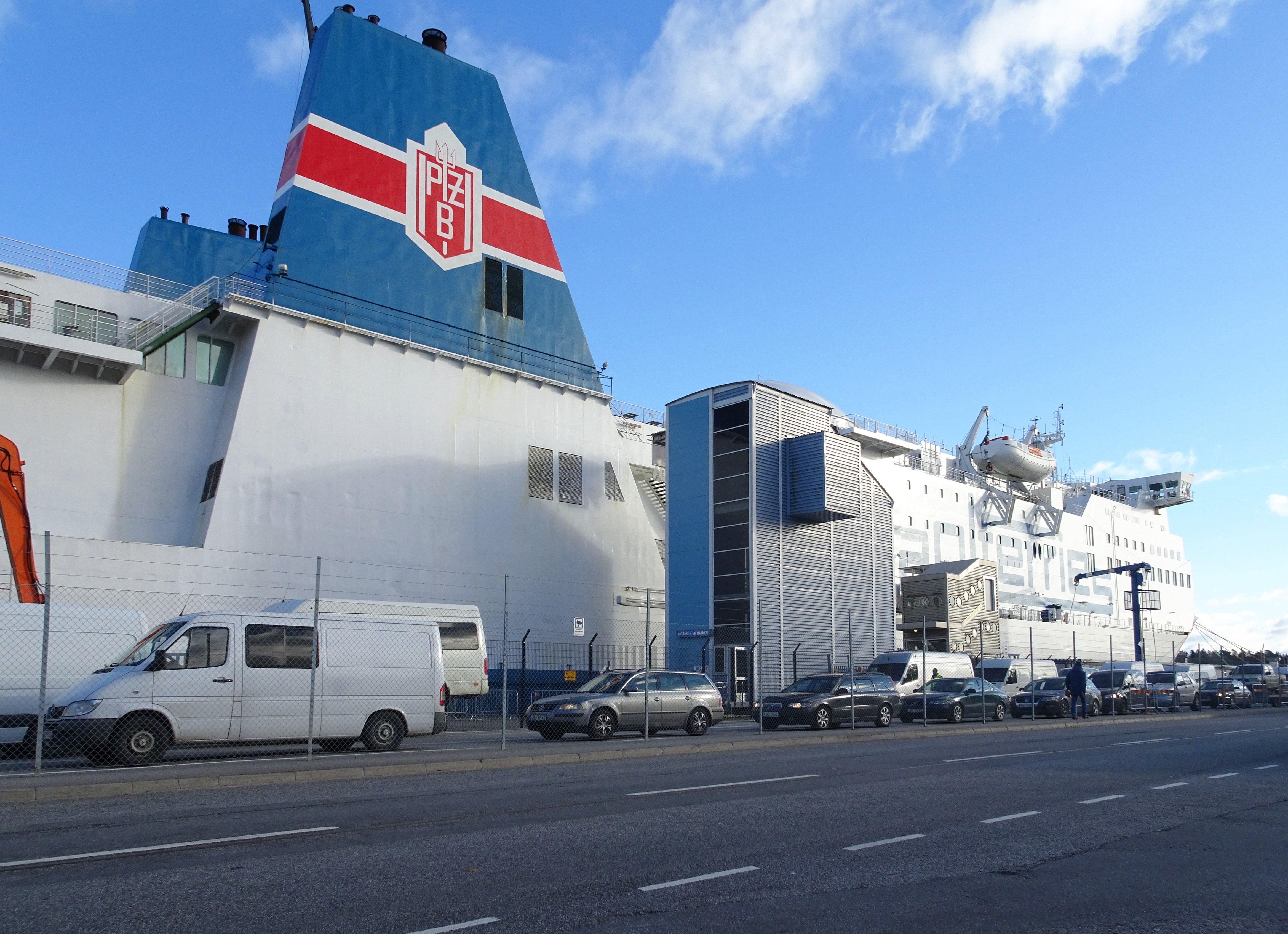
Lettland- och Polenkajen, 2017

### Färjetrafik
Hamnen betjänar gods- och passagerartrafik till och från Gotland (Visby), Lettland (Ventspils), Tyskland (Rostock) och Polen (Gdansk) samt enbart godstrafik till och från Gdynia. Terminalen hade tidigare en egen pendeltågsstation men den lades ner i juli 2007 i samband med att upprustningsarbetena på Nynäsbanan påbörjades.

### Kajfakta
- Läge 1: Trafik till Gotland, längd 200 meter, djup 8 meter.
- Läge 2: Trafik till Polen, längd 170 meter, djup 7 meter.
- Läge 3: Trafik till Lettland, längd 200 meter, djup 9 meter.

### Kryssningstrafik
Hamnen tar sedan år 2000 även emot större internationella kryssningsfartyg som på grund av sin storlek inte kan ta sig in till Stockholm. Fördelarna med Nynäshamn är att inseglingen från Östersjön är kort och att man inte är särskilt beroende av vind- och ljusförhållanden. Mycket stora fartyg fick dock ligga för ankar i hamnbassängen och passagerare och gods transporterades med pendelbåtar fram och tillbaka. Från och med år 2016 finns en ny kajlösning för kryssningstrafiken genom en så kallad Seawalk, som är en hopfällbar rörlig 260 meter lång gångbrygga från kajen ut till fartyget. Normalt är Seawalken infälld men när ett kryssningsfartyg är på väg in vecklar man ut gångbryggan mot fartyget likt en tumstock med hjälp av en motor. Det är även möjligt att köra mindre fordon på Seawalken.

## Bilder

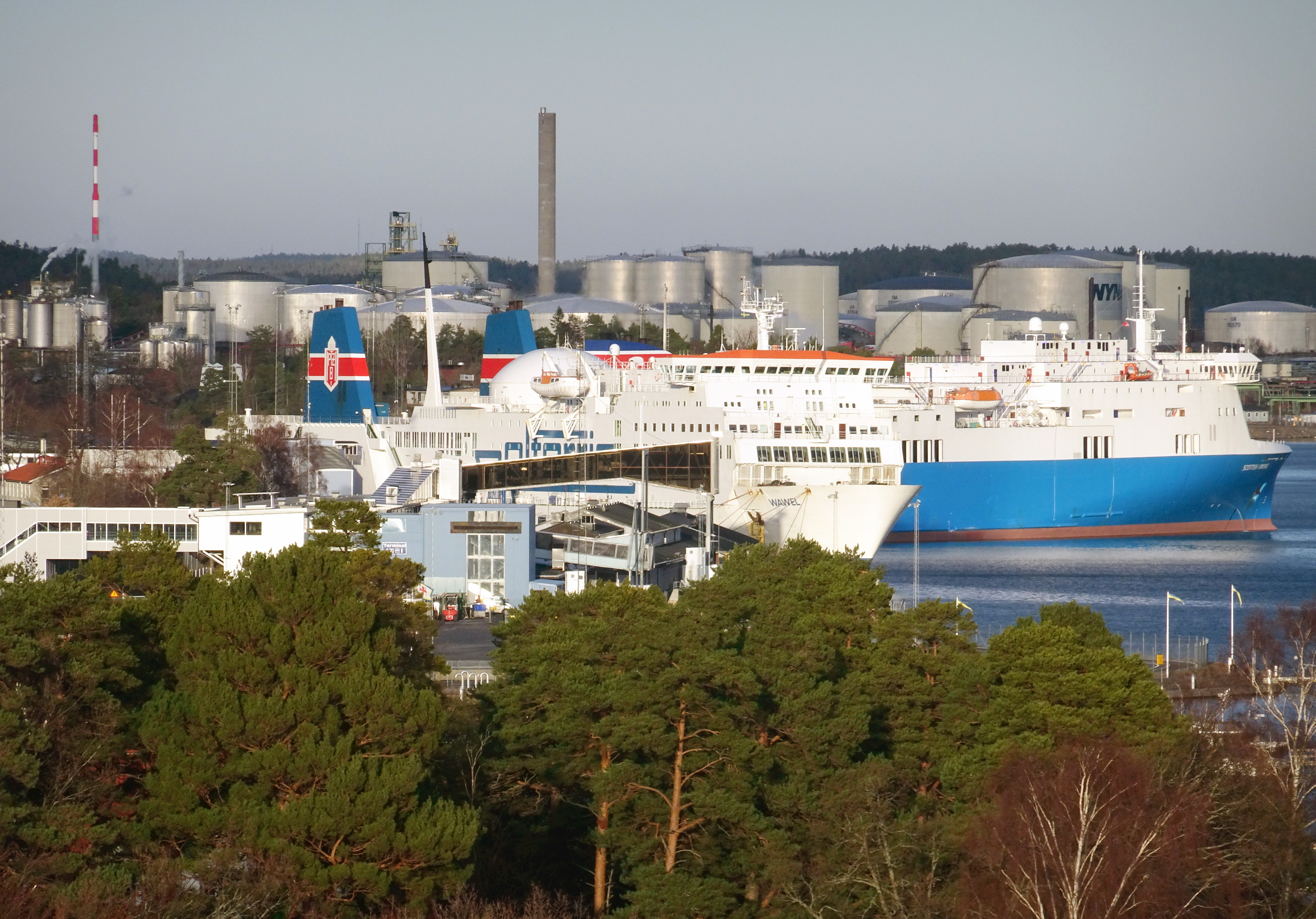
Hamnområdet från utsiktstornet på Trehörningen.
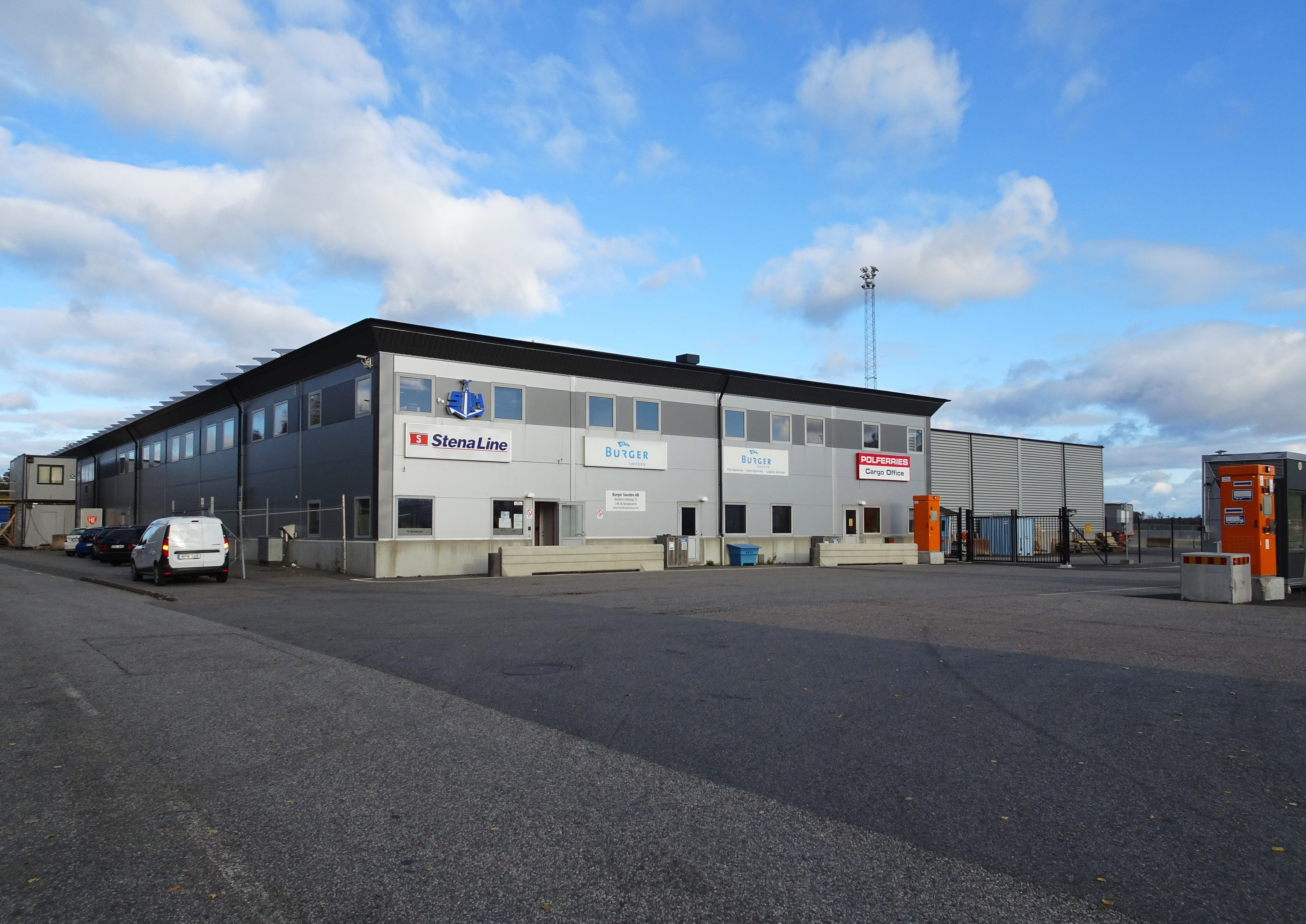
Hamnkontoret för Stockholms Hamn.
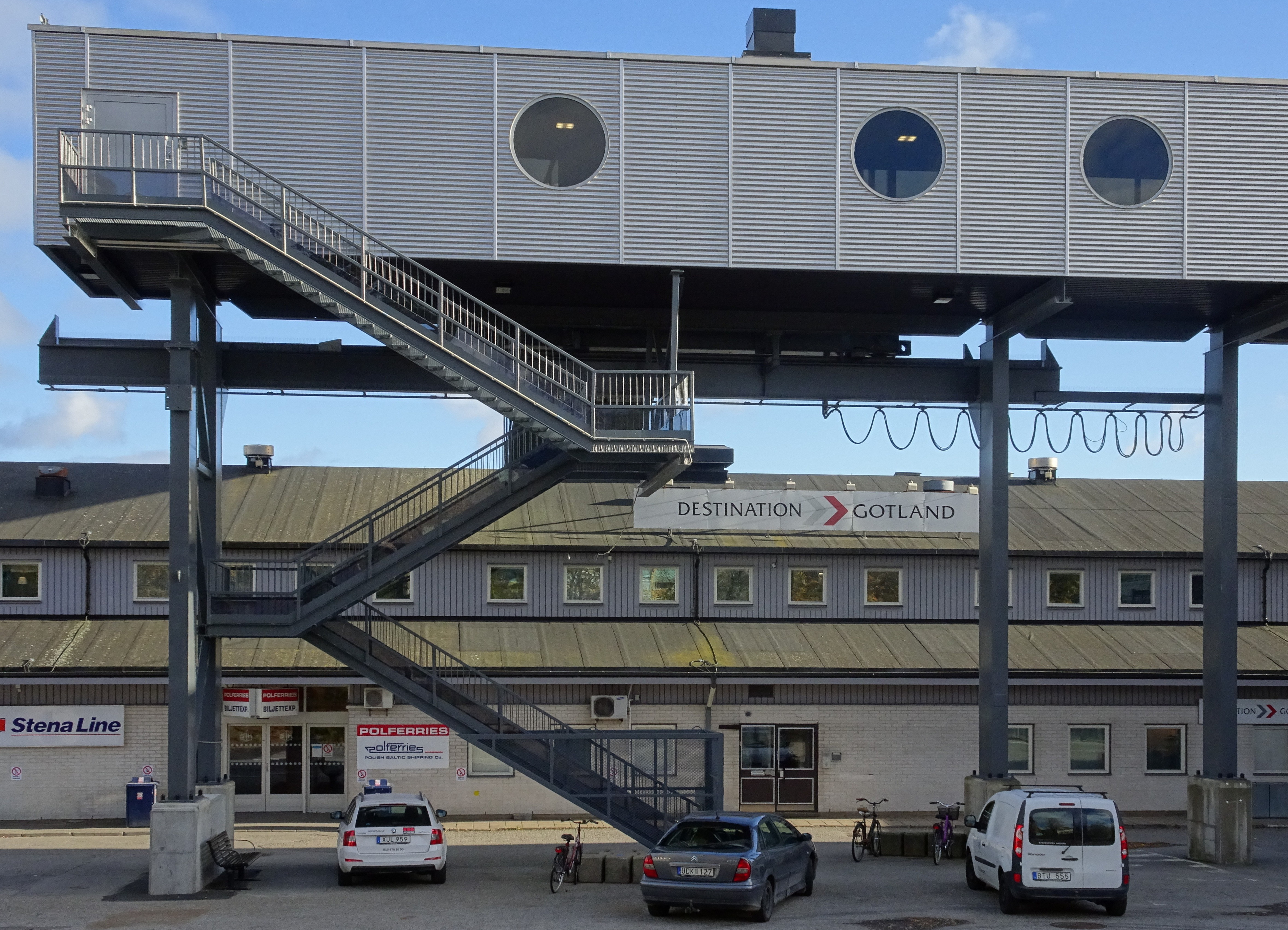
"Destination Gotlands" terminal.
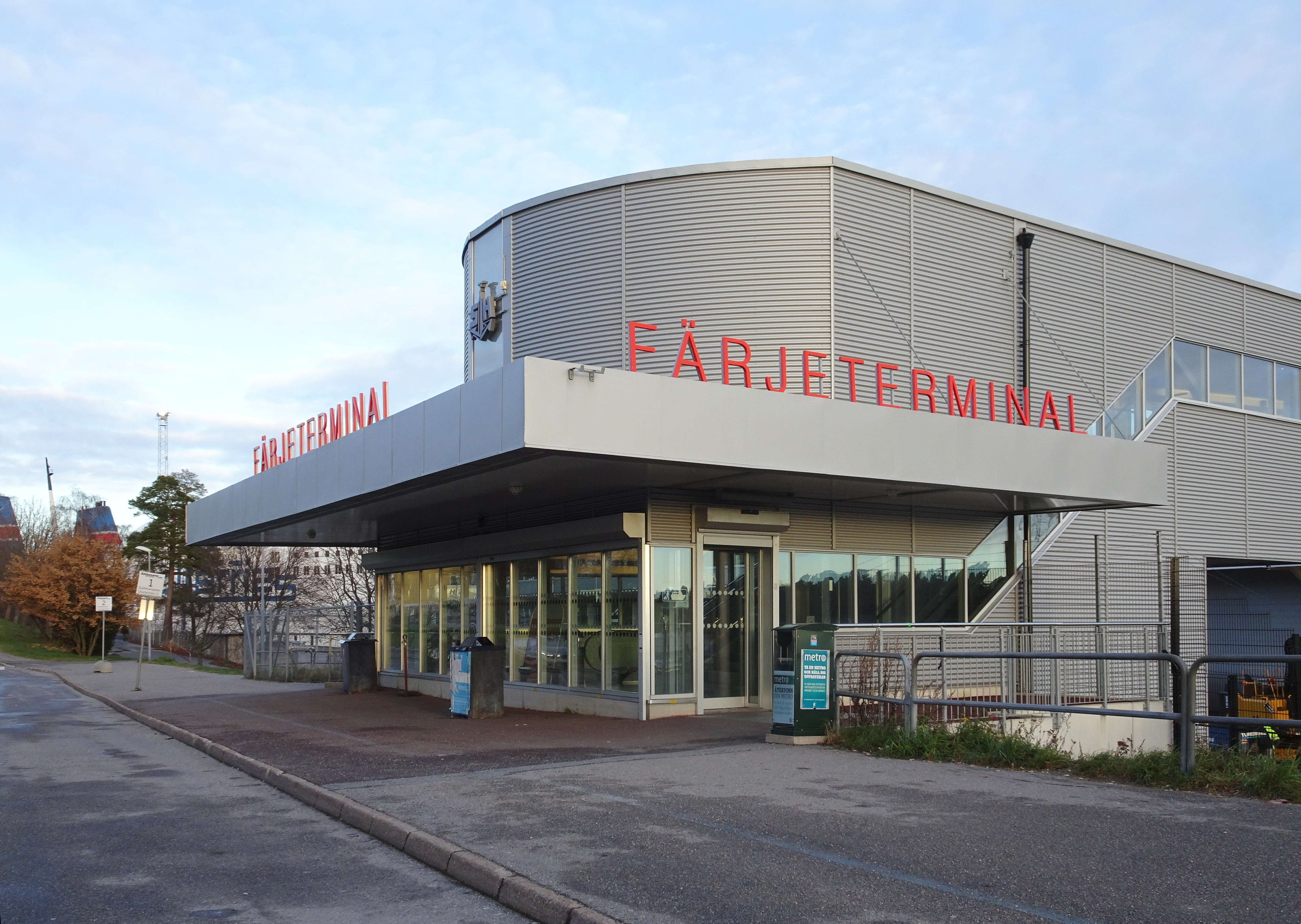
Nynäshamns färjeterminal.